# فرحة الشمراني
فرحة الشمراني مواليد 27 فبراير 2006، هو لاعب كرة قدم سعودي يلعب حالياً لنادي الاتحاد كلاعب وسط.

## روابط خارجية
- فرحة الشمراني على موقع Soccerway.com (الإنجليزية)